# Bosia (Piemont)
Bosia (piemontiul: Beusia) település Olaszországban, Piemont régióban, Cuneo megyében. Lakosainak száma 169 fő (2023. január 1.). Bosia Borgomale, Castino, Cortemilia, Cravanzana, Torre Bormida és Lequio Berria községekkel határos.

## Népesség
A település népessége az elmúlt években az alábbi módon változott:
| Lakosok száma | 171  | 180  | 169  |
|               | 2017 | 2018 | 2023 |